# Thomas George Jones
Thomas George Jones, mieux connu sous le diminutif TG Jones (né le 12 octobre 1917 à Connah's Quay - mort le 3 janvier 2004) était un joueur de football gallois.

## Biographie
- Thomas George Jones porte 17 fois le maillot de l'équipe nationale du Pays de Galles entre 1938 et 1950 plus 11 fois en temps de guerre. Défenseur, il fut notamment champion d'Angleterre 1939 avec Everton. C'est avec ce club qu'il reprend après la guerre, malgré une tentative de transfert à l'AS Rome; le calme défenseur et capitaine d'Everton ne rejoint finalement pas l'Italie à cause de lois restreignant alors les signatures de joueurs à l'étranger.

- Thomas George Jones s'éteint le 3 janvier 2004[1].

## Carrière
- 1935 : Wrexham AFC
- 1936-1950 : Everton  Angleterre